# Dheevara
Dheevara è un brano musicale del film di Tollywood Baahubali: The Beginning, cantato da Ramya Behra e Deepu, con musiche di M. M. Keeravani e testi di Ramajogayya Shetty, pubblicato il 13 giugno 2015.